# Live in Las Vegas Vol. 2
Live in Las Vegas Vol. 2 è un album dal vivo del duo musicale statunitense Sonny & Cher, pubblicato nel 1973.

## Tracce

### Side A
1. All I Ever Need is You (Eddie Reeves, Jimmy Holiday) - 3:06
2. Music Medley & Dialogue: - 3:09
3. I Can See Clearly Now (Johnny Nash) - 1:57
4. You've Got a Friend (Carole King) - 3:09
5. Where You Lead (Carole King, Toni Stern) - 1:49
6. You've Got a Friend (Reprise) (Carole King) - 0:49

### Side B
1. Comedy Monologue - 3:24
2. Gypsies, Tramps and Thieves (Bob Stone) - 2:25
3. Brother Love's Travelling Salvation Show (Neil Diamond) - 3:39
4. You and I (Stevie Wonder) - 5:00

### Side C
1. Superstar (Leon Russell, Bonnie Bramlett) - 5:14
2. Monologue - 4:02
3. Bang Bang (My Baby Shot Me Down) (Sonny Bono) - 6:20

### Side D
1. You Better Sit Down Kids/A Cowboy's Work is Never Done (Sonny Bono) - 10:34
2. Band Introduction - 2:57
3. I Got You Babe (Sonny Bono) - 2:59